# Американська історія жаху: Притулок
Американська історія жаху: Притулок (англ. American Horror Story: Asylum)  — другий сезон телесеріалу каналу FX Американська історія жаху, який транслювався з 17 жовтня 2012 по 23 січня 2013 року. Виробництвом займалась компанія 20th Century Fox Television. Авторами ідеї були Раян Мерфі та Бред Фолчек.

## Сюжет
Дія другого сезону розгортається в 1964 році в психіатричній клініці для душевнохворих злочинців «Брайркліфф», розташованої на східному узбережжі США. Колись у цьому будинку знаходилася лікарня для хворих на туберкульоз. Пізніше він перейшов у володіння католицької церкви, і монсеньйор Тімоті Ховард (Джозеф Файнс) заснував тут свою клініку. Управляє закладом владна черниця сестра Джуд (Джессіка Ленг), а допомагає їй сестра Мері Юніс (Лілі Рейб). Журналістка Лана Вінтерс (Сара Полсон), що займається висвітленням у пресі серії жорстоких вбивств молодих жінок приїжджає в Брайркліфф, щоб поспілкуватися з одним з головних підозрюваних у цій справі - Кітом Вокером (Еван Пітерс). Але ставши мимовільним свідком звірств, що відбуваються всередині, вона, за примхою сестри Джуд, стає однією з пацієнток.

## Актори

### Головні персонажі
- Закарі Квінто — доктор Олівер Тредсон
- Джозеф Файнс — монсеньйор Тімоті Ховард
- Сара Полсон — Лана Вінтерс
- Еван Пітерс — Кіт Вокер
- Лілі Рейб — сестра Мері Юніс
- Ліззі Брошре — Грейс Бертранд
- Джеймс Кромвелл — доктор Артур Арден
- Джессіка Ленґ — сестра Джуд Мартін

### Запрошені зірки
- Хлоя Севіньї — Шеллі
- Іян Макшейн — Лі Емерсон

### Другорядні персонажі
- Наомі Гроссман — Пеппер
- Брітні Олдфорд — Альма Вокер
- Барбара Тарбак — мати Клавдія
- Адам Левін — Лео
- Дженна Деван — Тереза
- Фредрік Лене — Френк Маккенн
- Клеа Дюваль — Венді
- Франка Потенте — Анна Франк
- Ділан Макдермотт — Джонні
- Марк Марголіс — Сем Гудман
- Френсіс Конрой — ангел Смерті (Шахат)
- Марк Консуелос — Співі
- Дженніфер Голланд — медсестра Блеквелл

## Епізоди
| Номер серії | Номер серії у сезоні | Назва серії                                            | Режисер(и)           | Сценарист(и)    | Оригінальний показ | Оригінальний показ українською | Код серії | Глядачі (у мільйонах) |
| --- | -------------------- | ------------------------------------------------------ | -------------------- | --------------- | ------------------ | ------------------------------ | --------- | --------------------- |
| 1 | 13                   | «Welcome to Briarcliff» «Ласкаво просимо в Брайркліфф» | Бредлі Букер         | Тім Майнір      | 17 жовтня 2012     | 5 жовтня 2013                  | 2ATS01    | 3.85                  |
| В наші дні, молодята Тереза і Лео проводять свій медовий місяць, подорожуючи по будинках з привидами. Вони пробираються в покинуту психіатричну лікарню «Брайркліфф», де щось відриває Лео руку. Тереза старається викликати допомогу, але вхід виявляється заблокованим, і тоді вона зустрічає людину в покривавленій масці. В 1964 році, Кіта і його дружину Альму викрадають прибульці. Репортер Лана приїжджає в Брайркліфф, щоб домовитись зі сестрою Джуд, керівником лікарні, взяти інтерв’ю у нового пацієнта, серійного вбивці – Кіта, проте ортимує відмову. Сестра Джуд звинувачує доктора Ардена в насильницьких дослідах над пацієнтами. Лана вирішує отримати бажане і планує вночі пробратися в клініку. В лісі вона зустрічає сестру Мері Юніс, яка в той час годувала невідомих істот, і та проводить репортера всередину в обмін на мовчання. Але Лану атакує невідоме створіння, вона приходить до тями в одній з палат, але тепер у ролі пацієнта. Доктор Арден, колишній офіцер СС, проводячи досліди над Кітом, знаходить в його шиї жучок. |                      |                                                        |                      |                 |                    |                                |           |                       |
| 2 | 14                   | «Tricks and Treats» «Цукерки або смерть»               | Бредлі Букер         | Раян Мерфі      | 24 жовтня 2012     | 5 жовтня 2013                  | 2ATS02    | 3.06                  |
| 3 | 15                   | «Nor'easter» «Північно-східний вітер»                  | Майкл Аппендаль      | Дженніфер Солт  | 31 жовтня 2012     | 6 жовтня 2013                  | 2ATS03    | 2.47                  |
| Лео все ще живий, і з його допомогою Тереза вбиває хлопця в масці. Але є ще двоє, які вбивають їх і самі гинуть від рук справжнього маніяка . Шторм насувається на Брайркліфф, і сестра Джуд вирішує влаштувати вечір кіно. Мері Юніс фарбується червоною помадою, намагається спокусити доктора Ардена, який до того захоплювався чистотою її душі. Лана просить Олівера передати повідомлення її дівчині, але той повідомляє їй, що її кохана зникла. Лана, Грейс і Кіт тікають в ліс через тунель, але піддаються нападу незрозумілих істот і змушені повернутися назад. |                      |                                                        |                      |                 |                    |                                |           |                       |
| 4 | 16                   | «I Am Anne Frank (Part 1)» «Я - Анна Франк(Частина 1)» | Майкл Аппендаль      | Джессіка Шарзер | 7 листопада 2012   | 6 жовтня 2013                  | 2ATS04    | 2.65                  |
| У клініці з'являється жінка, яка називає себе Анною Франк. Вона звинувачує доктора Ардена в приналежності до СС і жорстокості до людей в концентраційних таборах. Сестра Джуд починає їй вірити після того, як поліція повідомляє їй, що повія, яку викликав Арден, бачила у нього нацистські значки. Олівер намагається витягнути Лану з клініки і пробує різні методи терапії на ній. Він також намагається переконати Кіта, що він є винуватцем серіївбивств, але йому це не вдається. Кіт кохається з Грейс, і їх ловлять на гарячому. Сестра Мері Юніс показує йому досьє Грейс, яке доводить, що вона насправді вбила свою сім'ю. Арден забирає Анну до себе в лабораторію, але та наставляє на нього пістолет і прострілює йому ногу. За дверима однієї з кімнат його лабораторії вона знаходить знівечену пацієнтку клініки. |                      |                                                        |                      |                 |                    |                                |           |                       |
| 5 | 17                   | «I Am Anne Frank (Part 2)» «Я - Анна Франк(Частина 2)» | Альфонсо Гомес-Рехон | Бред Фолчек     | 14 листопада 2012  | 12 жовтня 2013                 | 2ATS05    | 2.78                  |
| Сестра Джуд наймає знаменитого мисливця за нацистами - пана Гудмана, щоб отримати компромат на доктора Ардена. Доктор Тредсон переконує Кіта зробити приголомшливе зізнання. В клініці з'являється чоловік Анни Франк, він розказує всім хто насправді його дружина і забирає її додому, але незабаром повертає, бо вона далі безумствує. Доктор Арден пропонує зробити їй операцію на головному мозку і отримує на це дозвіл. Через спогади з минулого сестра Джуд знову береться за спиртне. Тредсон допомагає Лані втекти з лікарні, але виявляється, що саме він - Криваве Лице, який підставив Кіта, і тепер утримує Лану в полоні. Контроль над лікарнею все більше переходить в руки сестри Мері Юніс. |                      |                                                        |                      |                 |                    |                                |           |                       |
| 6 | 18                   | «Origins of Monstrosity» «Як стають чудовиськами»      | Девід Семел          | Райан Мерфі     | 21 листопада 2012  | 12 жовтня 2013                 | 2ATS06    | 1.89                  |
| Мати привозить свою дитину до клініки, бо підозрює дочку у вбивстві сусідської дівчинки, але лікарня не може її прийняти. Після повернення додому дівчинка вбиває сім’ю. Пан Гудман телефонує до сестри Джуд, щоб повідомити про успіх розслідування, але на дзвінок відповідає сестра Мері Юніс. Тож коли Джуд приїхала до нього, вона виявляє його мертвим. Тим часом доктор Тредсон продовжує тримати Лану в полоні, і розповідає їй про свої маніакальні захоплення. В наші дні, анонім телефонує до поліцейського відділку, щоб повідомити про вбивство молодої пари в Брайркліффі. |                      |                                                        |                      |                 |                    |                                |           |                       |
| 7 | 19                   | «Dark Cousin» «Темний кузен»                           | Майкл Раймер         | Тім Майнір      | 28 листопада 2012  | 13 жовтня 2013                 | 2ATS07    | 2.27                  |
| Після сильного бажання деяких пацієнтів померти, зокрема Грейс, з'являється ангел Смерті. Джуд також хоче скористатися його владою, але спочатку хоче розповісти правду батькам дівчинки, яку вона багато років тому збила. Вона зазнає шоку, довідавшись, що дівчина жива і тепер у неї є своя сім'я. Тим часом Лані загрожує смерть, проте їй вдається втекти з рук маніяка. Вона зазнає серйозних травм в автомобільній аварії і потрапляє назад в Брайркліфф. Кіту вдається втекти з-під слідства і він поспішає в Брайркліфф, щоб врятувати Грейс. Але Грейс помирає, захищаючи Кіта від пострілу охоронця. |                      |                                                        |                      |                 |                    |                                |           |                       |
| 8 | 20                   | ««Unholy Night»» «Безбожна ніч»                        | Майкл Леннман        | Джеймс Вонг     | 5 грудня 2012      | 13 жовтня 2013                 | 2ATS08    | 2.36                  |
| Доктор Арден просить сестру Джуд провести сеанс екзорцизму, щоб звільнити душу сестри Мері Юніс від впливу диявола. Проте це виявилось пасткою влаштованої для Джуд, щоб її вбити. І вбивцею обирають божевільного Санту, який мав свої рахунки зі сестрою Джуд. Лана об' єднюється з Кітом, знаючи хто справжній маніяк. Тредсон знаходить її в лікарні, і хоче вбити, проте Кіт встигає завадити його планам. |                      |                                                        |                      |                 |                    |                                |           |                       |
| 9 | 21                   | «The Coat Hanger» «Вішалка»                            | Джеремі Подесва      | Дженніфер Солт  | 12 грудня 2012     | 19 жовтня 2013                 | 2ATS09    | 2.22                  |
| Лана і Кіт примушують Тредсона зізнатися у скоєному. Сестрі Джуд вдається вижити, вбивши божевільного Санту. Докор Арден пробує зробити зупинку серця у Кіта, бо знає, що неземні сили не дадуть йому померти, так як і не дали померти Грейс, яка виношує дитину Вокера. В наші дні, нове Криваве Лице - Джонні Морган відвідує сеанси терапії. |                      |                                                        |                      |                 |                    |                                |           |                       |
| 10 | 22                   | «The Name Game» «Гра в імена»                          | Майкл Леннман        | Джессіка Шарзер | 2 січня 2013       | 19 жовтня 2013                 | 2ATS10    | 2.21                  |
| Доктор Арден припиняє свої експерименти. Лана і Кіт продовжують тиснути на Тредсона і він відкриває деякі секрети Кіту. Тим часом новий, але відомий на всю лікарню пацієнт Джуді Мартін зазнає надзвичайно жорстокого лікування. Грейс народжує хлопчика, монсеньйор Тімоті Ховард вступає в бій з сестрою Мері Юніс і скидає її зі сходів третього поверху. Доктор Арден кремує себе разом з бездоганним тілом мертвої сестри Юніс. |                      |                                                        |                      |                 |                    |                                |           |                       |
| 11 | 23                   | «Spilt Milk» «Розлите молоко»                          | Альфонсо Гомес-Рехон | Бред Фолчек     | 9 січня 2013       | 20 жовтня 2013                 | 2ATS11    | 2.51                  |
| Джуд розказує правду про Лану матері Клавдії, і та в свою чергу допомагає Лані втекти. На свободі вона висвітлює всю правду про Брайркліфф, а також історію Тредсона. Пізніше Лана зустрічає його в його ж квартирі і вбиває. Кіт, Грейс та їхній син також потрапляють на волю і зустрічають колишню дружину Кіта - Альму з дитиною на руках в Кітовому домі. Лана пробує визволити сестру Джуд, але монсеньйор Тімоті сфабрикував її смерть. |                      |                                                        |                      |                 |                    |                                |           |                       |
| 12 | 24                   | «Continuum» «Континуум»                                | Крейг Зіск           | Райан Мерфі     | 16 січня 2013      | 20 жовтня 2013                 | 2ATS12    | 2.30                  |
| Два роки по тому Кіт продовжує жити полігамним життям, проте Альма перебуває в постійному страху через прибульців, згодом вона втрачає втрачає розум і вбиває Грейс. Лана видає автобіографічну книгу, яка описує події її перебування в Брайркліффі. Сестра Джуд, тепер під ім'ям Бетті Дрейк повністю втрачає здоровий глузд. В наші дні, Джонні шукає копію книги, щоб піти шляхом батька, вишукуючи і вбиваючи нових жертв. |                      |                                                        |                      |                 |                    |                                |           |                       |
| 13 | 25                   | «Madness Ends» «Кінець безумства»                      | Альфонсо Гомес-Рехон | Тім Майнір      | 23 січня 2013      | 20 жовтня 2013                 | 2ATS13    | 2.29                  |
| В нашому часі, Лана Вінтерс, тепер відома і популярна журналістка дає інтерв'ю в якому деталізує те, як їй вдалось закрити Брайркліфф, також вона розповідає про нацистське минуле доктора Ардена, тим самим завдаючи непоправної шкоди репутації Тімоті Ховарда, довівши його цим до самогубства. Також з'ясовується те, що Кіту вдалося врятувати сестру Джуд, забравши її у свій дім, де вона стала повноцінним членом його сім'ї, в якій вона встигла заволодіти особливо міцним зв'язком з його дітьми. Проте через шість місяців вона помирає від пухлини головного мозку. Згодом, хворий на рак підшлункової залози, Кіт, зникає таємничим чином. Після закінчення інтерв'ю, Джонні - син Лани, з'являється перед нею, погрожуючи їй пістолетом. Але Лані вдається змусити його опустити зброю, після чого вона сама ж його застрелює. |                      |                                                        |                      |                 |                    |                                |           |                       |